# Coiffy-le-Bas
Coiffy-le-Bas é uma comuna francesa na região administrativa de Grande Leste, no departamento de Haute-Marne. Estende-se por uma área de 11,32 km². Em 2010 a comuna tinha 89 habitantes (densidade: 7,9 hab./km²).